# Đài phun nước Neptune ở Gliwice

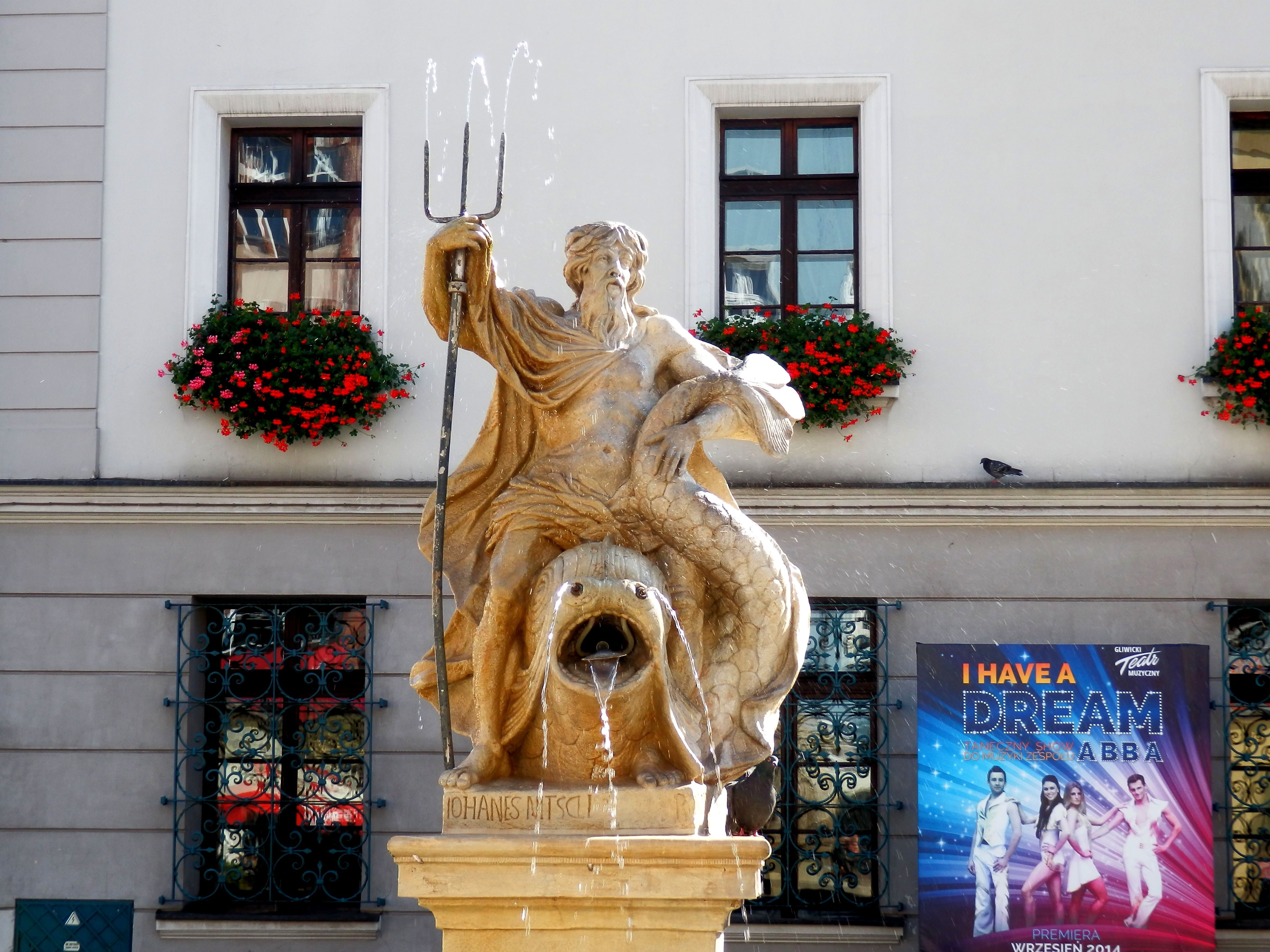
Đài phun nước Neptune ở Gliwice (2014)

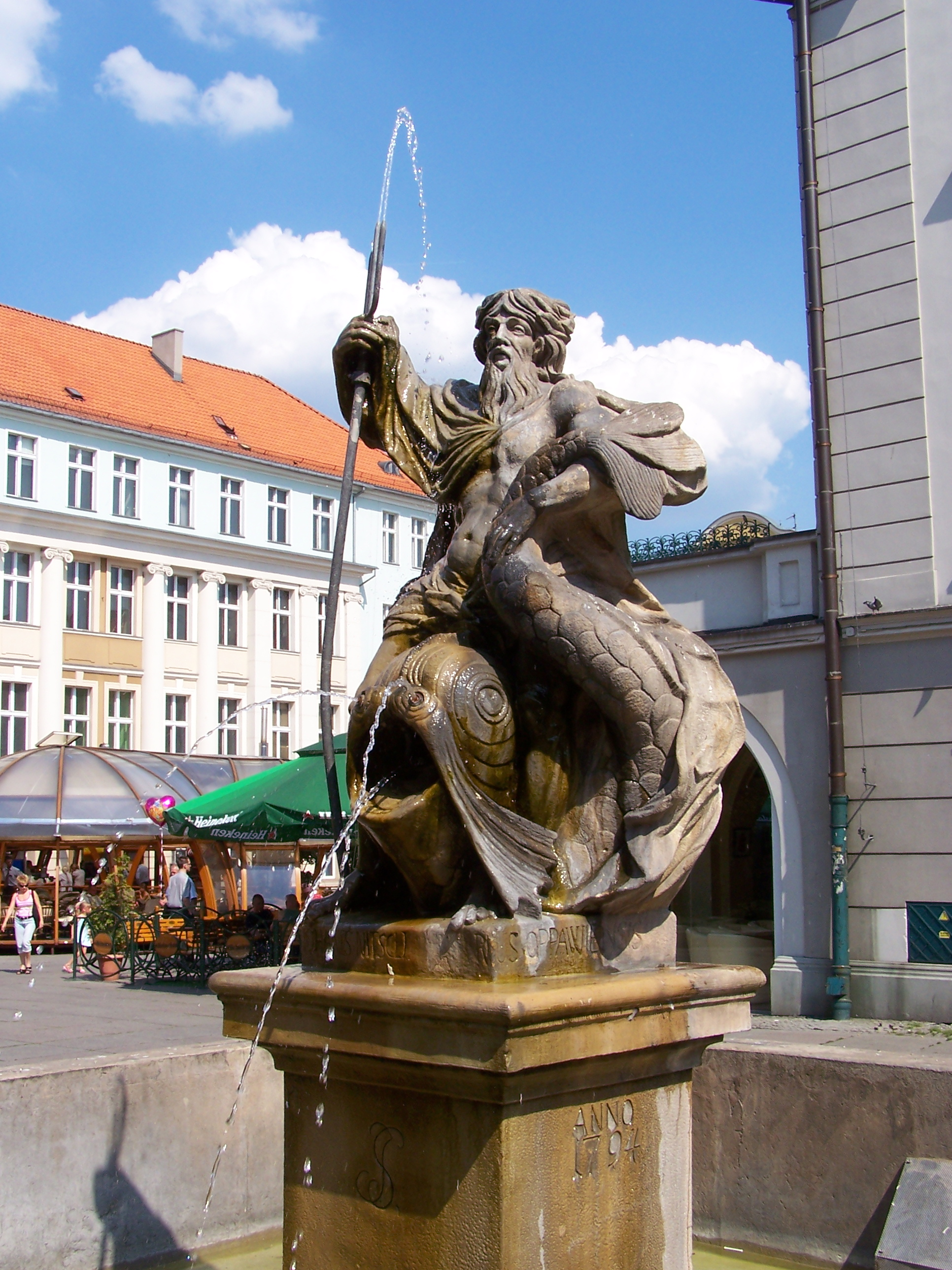
(2008)

Đài phun nước Neptune ở Gliwice (tiếng Ba Lan: Fontanna z Neptunem w Gliwicach) là một đài phun nước nổi bật, tọa lạc ở phía tây quảng trường Chợ tại thành phố Gliwice, thuộc tỉnh Silesia, phía nam Ba Lan. Đài phun nước này có tên trong danh sách di tích văn hóa.

## Lịch sử
Nhà điêu khắc Baroque đến từ Opava - Johannes Nitsche đã thực hiện tác phẩm đài phun nước Neptune ở Gliwice vào năm 1794. Kể từ đó (đặc biệt là từ giữa thế kỷ 19), đài phun nước này trở thành một trong những biểu tượng và điểm hẹn quen thuộc ở thành phố Gliwice.

## Mô tả
Đài phun nước Neptune ở Gliwice có một bể nước hình vuông. Ở chính giữa bể nước là phần bệ tượng đài hình lăng trụ. Bức tượng bằng đá sa thạch đặt trên phần bệ khắc họa hình ảnh vị thủy thần Neptune trong thần thoại La Mã. Vị thần này cưỡi trên lưng một chú cá heo một cách hiên ngang. Tay phải vị thần đang cầm đinh ba huyền thoại, còn tay trái nắm lấy phần đuôi chú cá heo. Việc chú cá heo có vảy cũng là một điểm nhấn nghệ thuật đặc biệt của tượng đài. Dòng nước phun ra từ mũi và miệng chú cá heo này.